# Пирбаум
Пирбаум (нім. Pyrbaum) — громада в Німеччині, розташована в землі Баварія. Підпорядковується адміністративному округу Верхній Пфальц. Входить до складу району Ноймаркт.
Площа — 50,28 км2. Населення становить 5809 ос. (станом на 31 грудня 2020).